# Popis asfaltnih jezera
Ovo je popis značajnih asfaltnih jezera u čitavome svijetu. Asfaltna jezera koja su često prekrivrena prašinom i lišćem, mogu zarobiti životinje koje zgaze u nju. S vremenom su kosturi takvih životinja sačuvani kao fosili. Neke od najvećih nalazišta fosila su pronađeni unutar asfaltnih jezera. 

## Popis

### Azerbajdžan
- Bingadinsko asfaltno jezero, skupina asfaltnih jezera koje se nalazi 1 km jugoistočno od Bingadija, Baku. U Prirodoslovnome muzeju Hasan bej Zardabi izloženi su fosili 41 vrste sisavaca, 110 vrsta ptica, 1 vrste mekušca, 2 gmaza, 1 vodozemac, 107 insekata i 22 vrste biljki pronađene su u ovome asfaltnome jezeru.[1]

### Sjedinjene Američke Države
- Asfaltna jezera u La Brei, skupina asfaltnih jezera oko kojih je stvoren Hancock Parka, Los Angeles, Kalifornija. Hancock Park je poznat po mnogim fosilima iz pleistocena, uključujući Ženu iz La Breje. Muzej George C. Page posvećen je istraživanju asfaltnih jezera i izlaganjem fosilnih primjeraka pronađenih u ovome asfaltnome jezeru.
- Asfaltna jezera u Carpinteriji, skupina asfaltnih jezera u Carpinteriji, okrug Santa Barbara, Kalifornija. Ova asfaltna jezera zarobile su stotine pleistocenski ptica i drugih životinja, no paleontološka istraživanja nisu prevedena jer su asfaltna jezera iskopana zbog asfalta za potrebe izgradnje obalne autoceste te kasnije pretvorene u smetlište.
- Asfaltna jezera u McKittricku, skupina asfaltnih jezera u McKittricku, Bakersfield, Kalifornija. Ova asfaltna jezera su zarobila i sačuvala mnoge pleistocenske životinje.

### Trinidad i Tobago
- Asfaltno jezero Pitch, najveće nalazište asfalta u svijetu. Nalazi se u La Brei. Asfalt iz ovoga asfaltnoga jezera korišten je za izgradnju prvih asfaltnih cesta u New York Cityu, Washington D.C.-u i drugim gradovima koje se nalaze na istoku SAD-a. Godine 1887., Amzi L. Barber, američki poslovni čovjek poznat kao „The Asphalt King“, uspio je osigurati monopolsku koncesiju nad ovim asfaltnim jezerom od britanske vlade u trajanju od 42 godine.

### Venezuela
- Asfaltno jezero Bermudez, drugo najveće asfaltno jezero u svijetu. Nalazi se u gradu Libertador, saveznoj državi Sucre. Ovo asfaltno jezero razlikuje se od ostalih jer je prekriveno vegetacijom.